# Ghost of Days Gone By
Ghost of Days Gone By è un singolo del gruppo musicale statunitense Alter Bridge, pubblicato il 18 aprile 2011 come terzo estratto dal terzo album in studio AB III.
La canzone è apparsa al termine del documentario You Think You Know Me: The Story of Edge, dove viene utilizzata come colonna sonora durante un montaggio che commemora la carriera del wrestler Edge, meglio conosciuto per aver utilizzato un altro brano del gruppo, Metalingus, presente in One Day Remains, come sua musica d'ingresso.

## Descrizione
Il testo descrive le difficoltà di un uomo deciso a proseguire lungo il cammino intrapreso, ma al tempo stesso spaventato dalla scelta fatta. Le tematiche affrontate nel brano sono la mortalità, i ricordi del passato e la rassegnazione allo scorrere del tempo. Il cantante Myles Kennedy ha spiegato che il brano rappresenta un lieve allontanamento dalle restanti tematiche trattate nel resto dell'album:
Musicalmente, Ghost of Days Gone By presenta un tono un po' più leggero rispetto ad altri brani contenuti in AB III, fatta eccezione per il bridge, molto più pesante e oscuro.

## Pubblicazione
Il 7 marzo 2011 gli Alter Bridge, attraverso la propria pagina Facebook, hanno annunciato la pubblicazione di Ghost of Days Gone By come secondo singolo negli Stati Uniti e come terzo complessivo dall'album dopo Isolation e I Know It Hurts, quest'ultimo pubblicato in tutto il mondo ad eccezione degli Stati Uniti. Il singolo è stato distribuito attraverso le principali stazioni radiofoniche statunitensi tramite la Capitol Records a partire dal 18 aprile 2011; tuttavia è stato presentato in anteprima nelle radio rock già dal 28 marzo dello stesso anno.

## Formazione
- Myles Kennedy – voce, chitarra
- Mark Tremonti – chitarra, cori
- Brian Marshall – basso
- Scott Phillips – batteria

## Classifiche
| Classifica (2011)             | Posizione massima |
| ----------------------------- | ----------------- |
| Stati Uniti (alternative)     | 39                |
| Stati Uniti (mainstream rock) | 4                 |
| Stati Uniti (rock)            | 13                |